# Херард Лопес
Херард Лопес (ісп. Gerard López, нар. 12 березня 1977, Ґранульєс) — колишній іспанський футболіст, фланговий півзахисник.
Насамперед відомий виступами за «Барселону», а також національну збірну Іспанії та Каталонії.

## Клубна кар'єра
Вихованець футбольної школи клубу «Барселона».
У дорослому футболі дебютував 1996 року виступами за команду «Барселона Б», в якій провів один сезон, взявши участь у 32 матчах чемпіонату.
Згодом, з 1997 по 2000 рік, грав у складі «Валенсії», провівши сезон 1998–1999 на правах оренди за «Алавес».
Своєю грою за «кажанів» привернув увагу представників тренерського штабу «Барселони», до складу якої приєднався 2000 року. Відіграв за каталонський клуб наступні п'ять сезонів своєї ігрової кар'єри. За цей час виборов титул чемпіона Іспанії.
Протягом 2005—2008 років захищав кольори клубів «Монако» та «Рекреатіво».
Завершив професійну ігрову кар'єру у нижчоліговому клубі «Жирона».

## Виступи за збірні
З 1998 року залучався до складу молодіжної збірної Іспанії. На молодіжному рівні зіграв у 10 офіційних матчах.
2000 року дебютував в офіційних матчах у складі національної збірної Іспанії. Протягом кар'єри у національній команді, яка тривала усього 1 рік, провів у формі головної команди країни 6 матчів, забивши 2 голи.
У складі збірної був учасником чемпіонату Європи 2000 року у Бельгії та Нідерландах.
Також, у 1998–2008 роках грав у складі невизнаної ФІФА та УЄФА збірної Каталонії.

## Статистика виступів

### Статистика клубних виступів
| Сезон                 | Команда               | Чемпіонат             | Чемпіонат | Чемпіонат | Єврокубки | Єврокубки | Єврокубки | Усього | Усього |
| Сезон                 | Команда               | Ліга                  | Ігор      | Голів     | Ліга      | Ігор      | Голів     | Ігор   | Голів  |
| --------------------- | --------------------- | --------------------- | --------- | --------- | --------- | --------- | --------- | ------ | ------ |
| 1996-97               | «Барселона Б»         | СД                    | 31        | 10        | —         | —         | —         | 31     | 10     |
| 1997-98               | «Валенсія»            | ПД                    | 11        | 0         | —         | —         | —         | 11     | 0      |
| 1998-99               | «Алавес»              | ПД                    | 29        | 7         | —         | —         | —         | 29     | 7      |
| 1999-00               | «Валенсія»            | ПД                    | 34        | 4         | ЛЧ        | 14        | 4         | 48     | 8      |
| 2000-01               | «Барселона»           | ПД                    | 24        | 2         | ЛЧ+КУЄФА  | 5+5       | 0+1       | 34     | 3      |
| 2001-02               | «Барселона»           | ПД                    | 15        | 0         | ЛЧ        | 7         | 1         | 22     | 1      |
| 2002-03               | «Барселона»           | ПД                    | 20        | 0         | ЛЧ        | 7         | 1         | 27     | 1      |
| 2003-04               | «Барселона»           | ПД                    | 19        | 1         | ЛЧ        | 6         | 0         | 25     | 1      |
| 2004-05               | «Барселона»           | ПД                    | 13        | 2         | ЛЧ        | 3         | 0         | 16     | 2      |
| Усього за «Барселону» | Усього за «Барселону» | Усього за «Барселону» | 91        | 5         |           | 33        | 3         | 124    | 8      |
| 2005-06               | «Монако»              | Л1                    | 7         | 0         | ЛЧ        | 1         | 1         | 8      | 1      |
| 2006-07               | «Монако»              | Л1                    | 6         | 1         | —         | —         | —         | 6      | 1      |
| Усього за «Монако»    | Усього за «Монако»    | Усього за «Монако»    | 13        | 1         |           | 1         | 1         | 14     | 2      |
| 2007-08               | «Рекреатіво»          | ПД                    | 17        | 0         | —         | —         | —         | 18     | 0      |
| 2008-09               | «Жирона»              | СД                    | 5         | 4         | —         | —         | —         | 5      | 4      |
| 2009-10               | «Жирона»              | СД                    | 21        | 0         | —         | —         | —         | 21     | 0      |
| 2010-11               | «Жирона»              | СД                    | 4         | 0         | —         | —         | —         | 4      | 0      |
| Усього за «Жирону»    | Усього за «Жирону»    | Усього за «Жирону»    | 30        | 4         |           |           |           | 30     | 4      |
| Усього                | Усього                | Усього                | 256       | 31        |           | 48        | 8         | 304    | 39     |

## Титули і досягнення
- Володар Суперкубка Іспанії (1):

«Валенсія»: 1999
- Чемпіон Іспанії (1):

«Барселона»: 2004-05